# Ardmore Single Malt
Ardmore Single Malt is een Highland single malt Schotse whisky, die wordt gemaakt in Ardmore Distillery, dat behoort tot Allied Distilleries.
Ardmore werd in 1898 opgericht door William Teacher, en is gevestigd in Kennethmont, Huntly, Aberdeenshire. Tot op de dag van vandaag worden de ketels op kolen gestookt. Het water dat wordt gebruikt komt van diverse bronnen op Knockandy Hill.

## Producten
- Ardmore 12 year old - Centenary bottling